# Östlig fläckmätare
Östlig fläckmätare (Lomaspilis opis) är en fjärilsart som beskrevs av Butler 1879. Östlig fläckmätare ingår i släktet Lomaspilis och familjen mätare. Arten förekommer tillfälligt i Sverige, men reproducerar sig inte. Inga underarter finns listade i Catalogue of Life.